# International Longshoremen’s Association

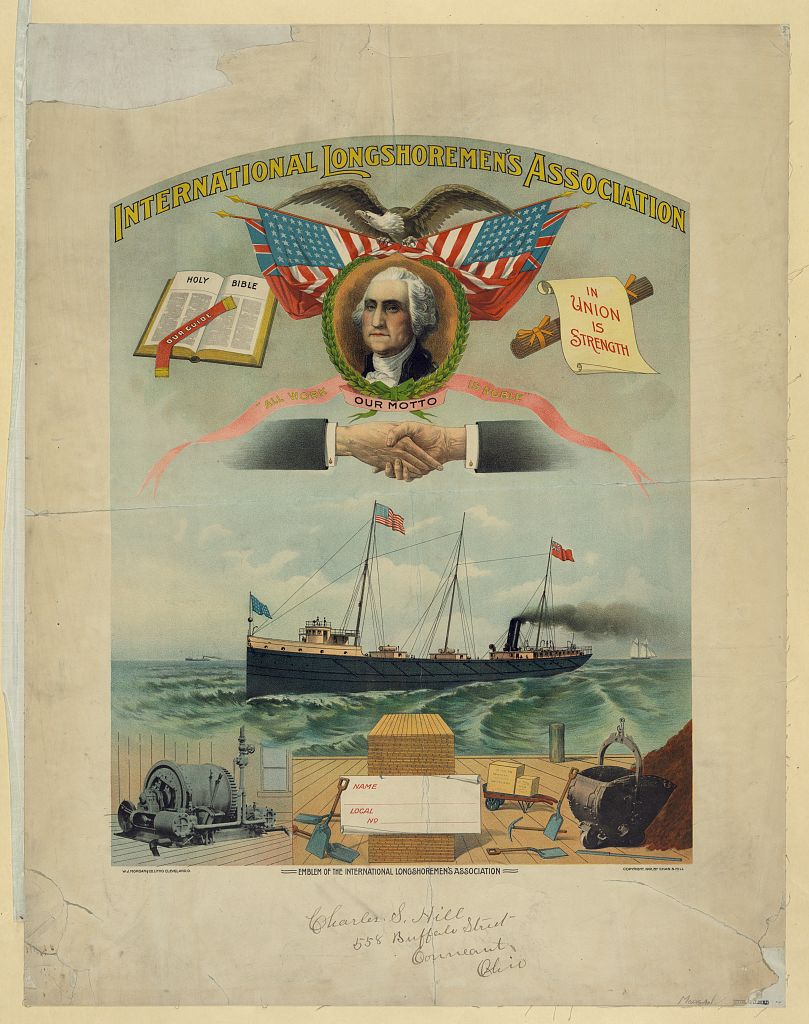
Emblem der International Longshoremen’s Association (1901)

Die International Longshoremen’s Association (ILA) ist eine nordamerikanische Gewerkschaft, die Hafenarbeiter an der Ostküste der USA und Kanadas, an der Golfküste, den Großen Seen, in Puerto Rico und auf Binnengewässern vertritt; an der Westküste ist die International Longshore and Warehouse Union die dominierende Gewerkschaft. Die ILA hat etwa 200 lokale Mitgliedsorganisationen in den Hafenstädten dieser Gebiete.
Im September 2024 forderte die ILA ein vollständiges Verbot der Automatisierung von Kränen, bei der Warenanlieferung und dem Einsatz von fahrerlosen Transportfahrzeugen in 36 US-Häfen. Die ILA drohte im selben Monat mit einem Streik, falls sie nicht Lohnerhöhungen und ein Verbot der Automatisierung in US-Häfen erhalten würde. Den ILA-Mitgliedern wurden eine Lohnerhöhung um fast 50 %, eine Verdreifachung der Arbeitgeberbeiträge zu den Rentenplänen und bessere Gesundheitsfürsorgeoptionen bei gleichzeitiger Beibehaltung der Automatisierungsgrades angeboten, aber die ILA lehnte das Angebot ab und begann im Oktober mit einem Streik. Laut Politico war der Streik in erster Linie die Entscheidung des ILA-Vorsitzenden Harold Daggett, der als Kritiker der Regierung von Joe Biden bekannt war und sagte, der Streik würde die Wirtschaft vor den Präsidentschaftswahlen 2024 „lahmlegen“. Daggett kritisierte ein Arbeitsabkommen, das die ILWU, die wichtigste Hafenarbeitergewerkschaft an der Westküste, 2023 mit Hilfe der Regierung von Joe Biden erreicht hatte und das die Löhne um 32 % erhöhte.